# Bredgård
Bredgård är en gård från åtminstone 1800-talet i Ekeby socken, Boxholms kommun.

## Historik
Bredgård är en gård från åtminstone 1800-talet i Ekeby socken, Boxholms kommun som bestod av 1⁄2 hemman.

### Backstugor och torp
På gården har det även funnits ett flertal torp och backstugor vid namn Norra Kruslund, Södra Kruslund, Lund och Skogalund (Gläntan). Torpmärkning utfördes på Norra Kruslund, Södra Kruslund och Ekenäs 2006.